# Eugène Arnaudeau
Eugène Jean Marie Arnaudeau (8 de septiembre de 1821 - 3 de mayo de 1891) fue un oficial del ejército francés que después sería senador de la Tercera República.

## Carrera militar
Eugène Jean Marie Arnaudeau nació el 8 de septiembre de 1821 en Sèvres-Anxaumont, Vienne. Se graduó en la Ecole polytechnique y se convirtió en oficial de ingenieros. Avanzó con constancia a través de los rangos del ejército, convirtiéndose en subteniente en 1843, teniente en 1845, capitán en 1849, comandante de batallón el 17 de enero de 1855 y teniente coronel el 21 de enero de 1860. En 1861 se casó con Marie-Félicité Creuzé.
Arnaudeau fue promovido a coronel el 16 de mayo de 1863 y a brigadier general de infantería el 27 de febrero de 1868. Sus primeras campañas fueron en África. El 7 de junio de 1865 fue hecho Comandante de la Legión de Honor. Durante la guerra franco-prusiana (19 de julio de 1870 - 10 de mayo de 1871) comandó una brigada en el 3.er Cuerpo a las órdendes de Bazaine. Después de esto comandó la brigada Angoulême. Fue hecho general de división el 30 de diciembre de 1875 y comandó la 16.ª División de Infantería, incluyendo las subdivisiones de Cosne, Bourges y Nevers.

## Carrera política
En 1877 Arnaudeau fue candidato Conservador en la elección senatorial por Vienne que siguió a la muerte de Louis Olivier Bourbeau, anterior Ministro de Educación. Fue elegido el 2 de diciembre de 1877. Se sentó en la derecha y votó con los Conservadores. Fue reelegido el 3 de enero de 1882. Hizo su último discurso en 1889 durante el debate sobre la ley de amnistía. Fracasó en volver a ser reelegido para el Senado el 4 de enero de 1891, y se retiró.

## Ciudad natal
Arnaudeau poseía la propiedad de "La Brunetière" en Sèvres-Anxaumont, Vienne. Mientras estuvo en el ejército usó sus periodos de descanso para mejorar la mansión, añadiendo una torre desde la que podía usar binóculos para observar la maniobras militares en Poitiers. En 1876 erigió un edificio en Sèvres para albergar el ayuntamiento, la escuela y la residencia del profesor, con jardín. Fue hecho alcalde de Sèvres en 1888. Llevó a cabo experimentos agrícolas, intentando aplicar los conceptos científicos de la época. Esto incluía la aplicación de cal a la tierra, y todavía existe un horno de cal en Sèvres hoy en día. Murió ahí el 3 de mayo de 1891. Sin descendientes, dejó todas sus propiedades a la comuna.